# AT&T Center (Saint Louis)
AT&T Center – wieżowiec w Saint Louis, w stanie Missouri, w Stanach Zjednoczonych, o wysokości 179 m. Budynek został otwarty w 1986 i liczy 44 kondygnacje.